# Грудзьондз (гміна)
Гміна Грудзьондз (пол. Gmina Grudziądz) — сільська гміна у північній Польщі. Належить до Грудзьондзького повіту Куявсько-Поморського воєводства.
Станом на 31 грудня 2011 у гміні проживало 11845 осіб.

## Площа
Згідно з даними за 2007 рік площа гміни становила 166.93 км², у тому числі:
- орні землі: 64.00%
- ліси: 21.00%

Таким чином, площа гміни становить 22.92% площі повіту.

## Населення
Станом на 31 грудня 2011:
| Опис     | Загалом | Загалом | Чоловіки | Чоловіки | Жінки | Жінки |
| -------- | ------- | ------- | -------- | -------- | ----- | ----- |
| одиниця  | осіб    | %       | осіб     | %        | осіб  | %     |
| все      | 11845   | 100     | 5947     | 50.21    | 5898  | 49.79 |
| міське   | 0       | 100     | 0        |          | 0     |       |
| сільське | 11845   | 100     | 5947     | 50.21    | 5898  | 49.79 |

## Сусідні гміни
Гміна Грудзьондз межує з такими гмінами: Хелмно, Драґач, Ґрута, Нове, Плужниця, Радзинь-Хелмінський, Роґужно, Садлінкі, Стольно.